# والری برومل

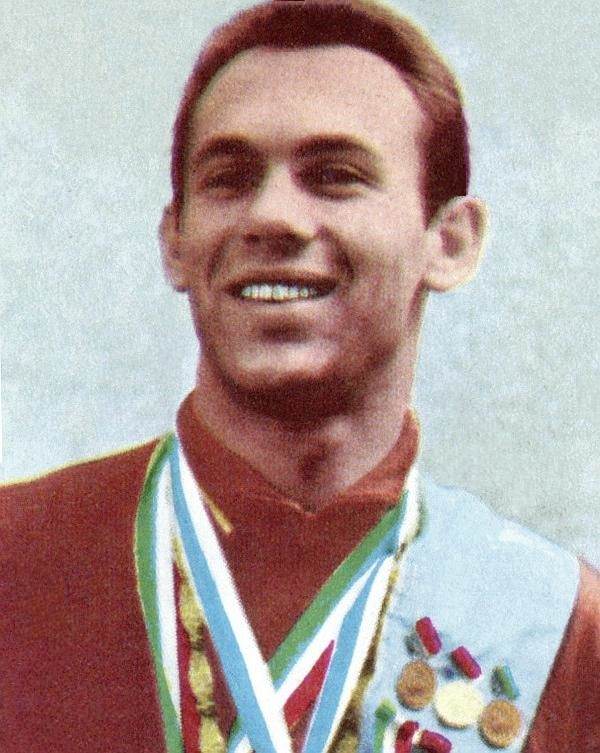

والری برومل (روسی: Валерий Николаевич Брумель؛ ۱۴ آوریل ۱۹۴۲ – ۲۶ ژانویه ۲۰۰۳) ورزشکار دو و میدانی اهل روسیه بود که در مسابقات کشوری و بین‌المللی در مجموع برندهٔ ۴ مدال طلا، ۱ مدال نقره شده‌است. وی در گورستان نووودویچی به خاک سپرده شد.